# Sochaczew
Sochaczew é um município da Polônia, na voivodia da Mazóvia e no condado de Sochaczew. Estende-se por uma área de 26,19 km², com 36 790 habitantes, segundo os censos de 2017, com uma densidade de 1413 hab/km².